# Richard Buckminster Fuller

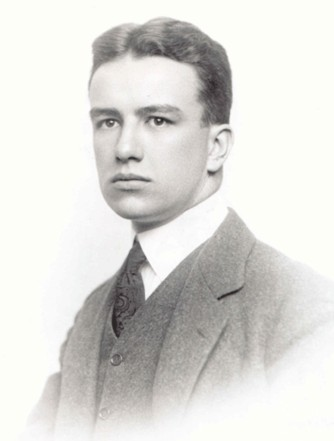
Buckminster Fuller ca 1910.

Richard Buckminster "Bucky" Fuller (12 de julio de 1895-1 de julio de 1983) fue un diseñador, arquitecto e inventor estadounidense. También fue profesor en la Universidad del Sur de Illinois Carbondale y un prolífico escritor.
Durante su vida, Fuller buscó respuesta a la pregunta: «¿Tiene la humanidad una posibilidad de sobrevivir final y exitosamente en el planeta Tierra y, si es así, cómo?» Considerándose a sí mismo un individuo medio sin especiales medios económicos o título académico, eligió dedicar su vida a esta cuestión, intentando descubrir si un individuo podía mejorar la condición humana de una forma que no podían hacer los gobiernos, las grandes organizaciones o las empresas privadas.
En el transcurso de este experimento, que duró toda su vida, Fuller escribió veintiocho libros, acuñando y popularizando términos como sinergia, «nave espacial Tierra» y efemeralización. También realizó muchas invenciones, especialmente en los campos de la arquitectura, campo en el que su trabajo más conocido es la cúpula geodésica. Las moléculas de carbono conocidas como fulerenos tomaron su nombre de su parecido con las esferas geodésicas.
En una etapa posterior de su vida, tras trabajar en sus ideas durante muchos años, Fuller había obtenido una considerable visibilidad pública. Viajó por el mundo dando clases y recibió muchos doctorados honoris causa. Sin embargo, la mayoría de sus invenciones nunca se llegaron a fabricar por lo que recibió críticas en muchos campos en los que intervino, o simplemente se le tachó de utópico. Por otra parte, los partidarios de Fuller aseguran que su obra no ha recibido toda la atención que merece. De acuerdo con el filósofo N. J. Slabbert, Fuller tenía un estilo de escritura oscuro que ha obstaculizado la circulación de sus ideas.

## Biografía

### Primera etapa
Richard Buckminster fue hijo de Richard Buckminster Fuller y Caroline Wolcott Andrews. Su tía abuela era la trascendentalista Margaret Fuller. Pasó su juventud en Bear Island, en la costa de Maine. Era un niño naturalmente propenso a diseñar y construir cosas. A menudo hizo cosas a partir de materiales que traía a casa del bosque y en ocasiones construía sus propias herramientas. Experimentó diseñando un nuevo aparato para la propulsión de pequeñas barcas. Años más tarde decidió que esta clase de experiencia le había proporcionado no sólo un interés por el diseño, sino el hábito de ser completamente familiar y conocedor de los materiales que sus proyectos posteriores necesitarían. Fuller consiguió un certificado de maquinista y aprendió a usar la dobladora de láminas y otras herramientas empleadas en el trabajo de láminas metálicas.
Fuller acudió a la Milton Academy, en Massachusetts. Después estudió en la Universidad de Harvard, pero le expulsaron dos veces: primero, por derrochar su dinero en juergas con una compañía de vodevil y más tarde por su «irresponsabilidad y falta de interés». Según dijo él mismo, era un inconformista inadaptado en el entorno de las fraternidades. Fuller recibió un título de Doctor en ciencias por el Bates College.
Entre sus cursos en Harvard trabajó en Canadá como mecánico en una fábrica textil, y más tarde en la industria del empaquetado de carne. Se casó con Anne Hewlett en 1917, y también sirvió en la Marina como operador de radio y editor de una publicación. Tras licenciarse volvió a trabajar el empaquetado de carne, donde obtuvo experiencia como mánager. A principios de la década de 1920 desarrolló junto a su padrastro el Stockade Building System para producir viviendas ligeras, a prueba de duras condiciones meteorológicas y de incendio, aunque la compañía fracasó.
En 1927, a los 32 años, en quiebra y sin trabajo, viviendo en un bajo de Chicago, su hija menor Alexandra murió de polio y meningitis espinal. Se sintió responsable, lo que le llevó a beber y estuvo al borde del suicidio. En el último momento decidió en cambio embarcarse en «un experimento, para descubrir si un individuo puede contribuir a cambiar el mundo y beneficiar a toda la humanidad».

### Madurez
Fuller aceptó un puesto en una universidad pequeña de Carolina del Norte, el Black Mountain College. Allí, con el apoyo de un grupo de profesores y estudiantes empezó a trabajar en el proyecto que le haría famoso y revolucionaría el campo de la ingeniería, la cúpula geodésica. 

Géode V 3 1

En 1949 erigió la primera cúpula geodésica del mundo que podía sostener su propio peso sin límite. Era una cúpula de 14 pies (4,2 metros) de diámetro construida con tubos de aluminio y una cubierta de vinilo en forma de icosaedro. Para probar su diseño, Buckminster y muchos estudiantes que habían ayudado en su construcción se colgaron de la estructura ante los atónitos espectadores. El gobierno estadounidense reconoció la importancia del invento y le contrató para hacer pequeñas cúpulas para el ejército. En pocos años había miles de estas cúpulas en todo el mundo.
Durante el siguiente medio siglo Fuller aportó muchas ideas, diseños e invenciones al mundo, especialmente en los campos de las viviendas y el transporte barato. Documentó escrupulosamente su vida, filosofía e ideas en un diario y en veintiocho libros. 
El reconocimiento internacional le llegó a partir del éxito de su gigantesca cúpula geodésica en la década de 1950. Fuller enseñó desde 1959 en la Universidad del Sur de Illinois Carbondale como profesor asistente, pasando a ser profesor en 1968 de la Escuela de Arte y Diseño. Como diseñador, científico, desarrollador y escritor dio conferencias por todo el mundo sobre diseño. Fuller colaboró en el SIU con el diseñador John McHale. En 1965 inauguró la Década Mundial de la Ciencia del Diseño (1965 a 1975) en el encuentro de la Unión Internacional de Arquitectos en París, que estuvo en sus propias palabras dedicada a «aplicar los principios de la ciencia a resolver los problemas de la humanidad».
Fuller creía que las sociedades humanas dependerían pronto de las fuentes de energía renovables, como la solar y la eólica. Esperaba una era de “educación exitosa y sostenibilidad de toda la humanidad”.
Fuller obtuvo 28 patentes y muchos doctorados honoríficos. El 16 de julio de 1970 recibió la medalla de oro del Instituto Estadounidense de Arquitectos.
Murió el 1 de julio de 1983 a los 87 años de edad, siendo un gurú del diseño, la arquitectura y comunidades alternativas como Drop City, la comunidad de artistas experimentales a la que galardonó con el «premio Dymaxion» en 1966 por sus estructuras «poéticamente económicas». Su mujer estaba comatosa y muriendo de cáncer, y cuándo la estaba visitando en el hospital dijo: «está apretando mi mano». Entonces se levantó, sufrió un ataque cardíaco y murió una hora más tarde. Su mujer murió 36 horas después. Está enterrado en el Cementerio Mount Albourn, junto a Boston, Massachusetts.

## Filosofía y visión del mundo

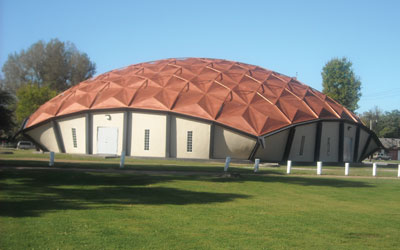
Mary Brown Center, East St. Louis (Illinois)

Buckminster fue uno de los primeros activistas medioambientales. Era muy consciente de lo limitado de los recursos que el planeta tenía para ofrecer y abogaba por un principio que llamó «efemeralización» —que, en esencia, de acuerdo con el futurista y discípulo de Fuller Stewart Brand, Fuller acuñó para significar «hacer más con menos». Recursos y material de desecho podían reciclarse para crear productos valiosos, incrementando la eficiencia del proceso completo. Fuller introdujo también la palabra synergetics, un lenguaje metafórico para comunicar experiencias usando conceptos geométricos mucho antes de que el término sinergia se hiciese popular.
Fuller fue uno de los primeros en explorar los principios de la eficiencia energética y la eficiencia de materiales en los campos de la arquitectura, la ingeniería y el diseño. Citó el punto de vista de François de Chardenedes de que el consumo de petróleo dispara nuestro «presupuesto» energético si se considera energía solar almacenada. Declaró que el petróleo le costaba a la naturaleza «más de un millón de dólares» por galón ($300,000/L). Desde este punto de vista, su uso en transporte por las personas que acuden al trabajo representa una pérdida neta enorme comparado con lo que se obtiene.
Fuller estaba preocupado por la sostenibilidad y por la supervivencia humana en el sistema socioeconómico actual, aunque era optimista acerca del futuro de la humanidad. Definía la riqueza en términos de conocimiento como la «capacidad tecnológica de proteger, criar, apoyar y acomodar todas las necesidades de la vida», su análisis de la condición de lo que él denominaba «Nave Espacial Tierra» le llevó a concluir que en un punto en la década del '70 la humanidad había cruzado un hito sin precedentes. Estaba convencido de que la acumulación de conocimiento relevante, combinada con la cantidad de recursos reciclables que habían sido extraídos de la tierra habían alcanzado un nivel crítico tal que la competencia por la satisfacción de las necesidades no era ya necesaria. Y que la cooperación había pasado a ser la estrategia óptima de supervivencia humana. El «egoísmo», dijo, «es innecesario e irracionalizable...la guerra es obsoleta...»
Las últimas ideas de Fuller fueron seguramente sobre geometría. Aseguró que la geometría analítica natural del universo estaba basada en matrices de tetraedros.
Richard Buckminster Fuller, debido a su constantes esfuerzos por lograr la máxima efectividad en todos los aspectos de la vida, logró desarrollar un sistema que le permitía dormir sólo dos horas al día. 
El 11 de octubre de 1943, la revista TIME lo explicaba: 

"Una persona tiene un primer almacenaje de energía, que se completa rápidamente, y luego tiene una segunda reserva, la cual tarda más en recuperarse. Así que él pensó que una persona podría ser capaz de acortar sus períodos de descanso si se relajaba enseguida luego de que su energía primaria se hubiese agotado."

Fuller dedujo que cada 6 horas se producía un momento de fatiga, y que con sólo 30 minutos de sueño cada esas 6 horas era suficiente para sentirse descansado.
Fuller estuvo 2 años viviendo y trabajando con este sistema, pero al final lo abandonó por una falta de compatibilidad con el resto del mundo.

## Proyectos principales

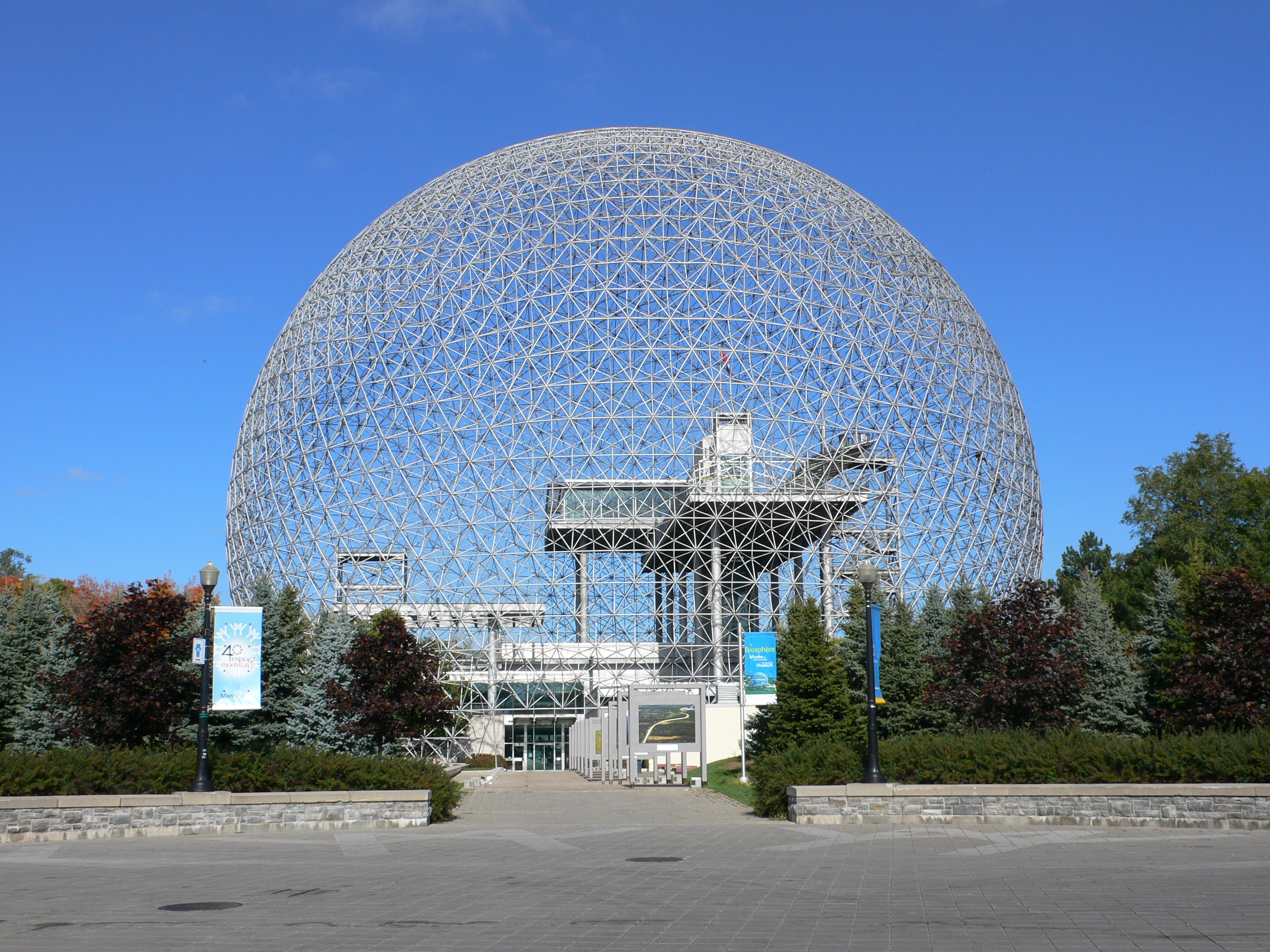
Vista del pabellón americano de la Expo 67, por R. Buckminster Fuller, ahora la Biosphère, en la Île Sainte-Hélène, Montreal. Fuller desarrolló la cúpula geodésica en los 40 en concordancia con su pensamiento "sinérgico".

Fuller fue famoso por sus cúpulas geodésicas, las cuales pueden verse todavía en instalaciones militares, edificios civiles y exposiciones. Su construcción se basa en los principios básicos de las estructuras de tensegridad, que permiten montar estructuras simples asegurando su integridad tensional (tetraedros, octaedros y conjuntos cerrados de esferas). Al estar hechas de esta manera son extremadamente ligeras y estables. La patente de las cúpulas geodésicas fue concedida en 1954 después de décadas de esfuerzos para investigar los principios de las construcciones naturales.
Fuller acuñó la palabra Dymaxion (abreviación de Dynamic Maximum Tension) para referirse a su filosofía de obtener lo máximo de cada material. Esta palabra le sirvió como marca que empleó en muchas de sus invenciones, como la casa Dymaxion, el mapa Dymaxion o el coche Dymaxion. Para el automóvil experimentó con ideas y acercamientos totalmente radicales en colaboración con otros profesionales desde 1932 hasta 1935. Basándose en las ideas de las aeronaves existentes, se presentaron tres prototipos de automóviles muy diferentes de lo que había en el mercado. Tenían en común que sólo tenían tres ruedas, no cuatro (las dos ruedas de dirección delante y la rueda de tracción detrás) y que el motor estaba en la parte trasera. Tanto el chasis como la forma eran diseños originales en los tres prototipos. La aerodinámica era parecida a la de una gota de agua (uno de los prototipos tenía 5,48m de largo, con capacidad para once pasajeros). Era un diseño que se parecía a la de una aeronave ligera sin las alas. Era esencialmente un minibus en sus tres versiones y su concepto fue bastante anterior al minibus diseñado por Ben Pon en 1947 para el Volkswagen Tipo 2.
Un tipo de molécula formada exclusivamente por átomos de carbono lleva su nombre, los fullerenos, y se conocen así por el parecido de estas moléculas con las cúpulas que diseñó Fuller.